# Phật gia quyền

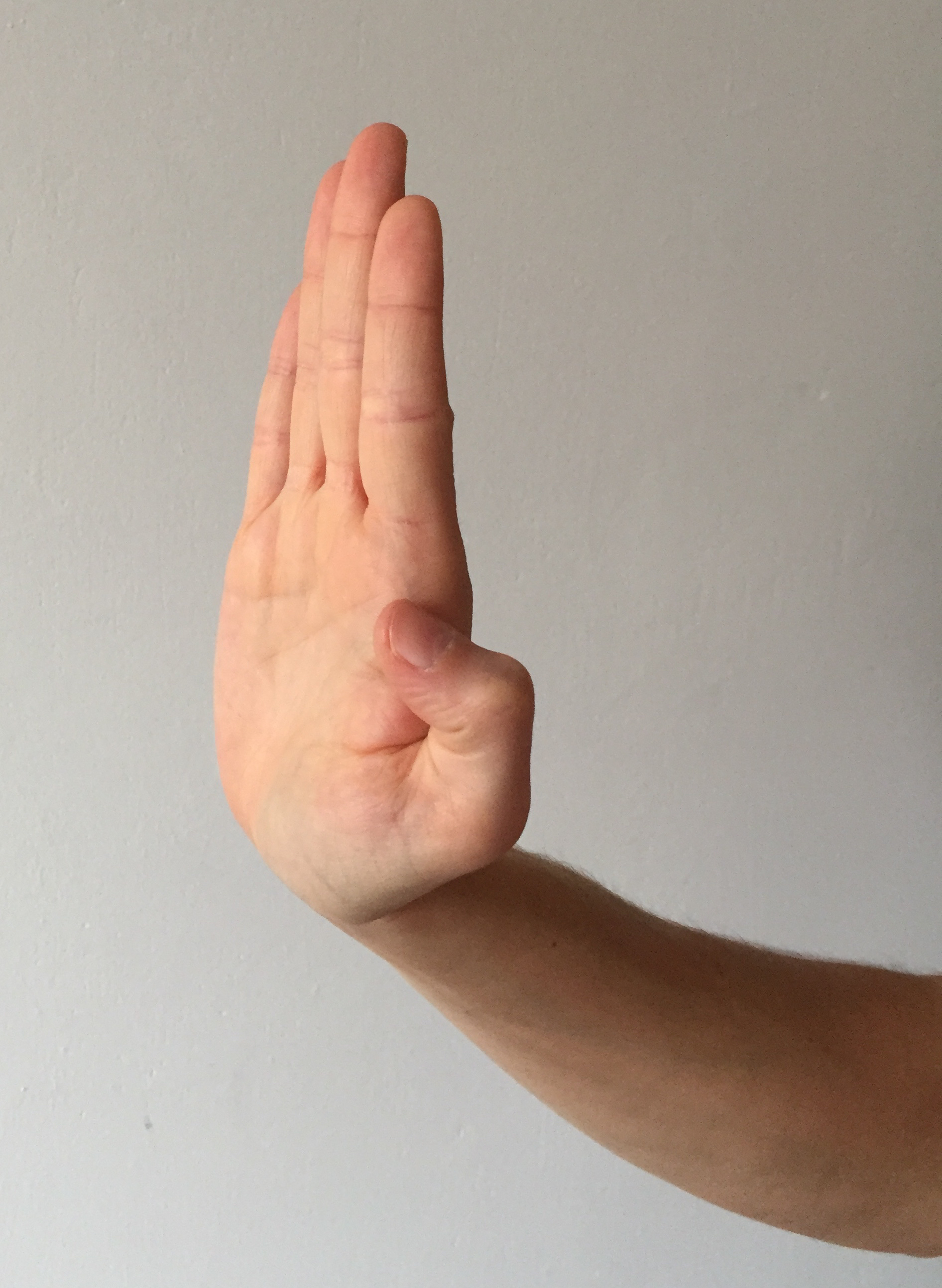
Thế chưởng của Phật Gia quyền

Phật gia quyền còn có tên khác là La Hán Phật gia quyền lấy gốc tích xuất xứ võ Thiếu Lâm từ bài quyền đầu tiên La Hán Thập Bát Thủ (chữ Hán: 佛家拳; phiên âm latinh: Fut Gar (Kuen); đôi khi được dịch nghĩa là Buddha Fist hay Monk Family Fist), là tên của một võ phái của các vị Lạt Ma ở vùng Vân Nam và Tây Tạng là chủ yếu.